# 三遊亭遊史郎
三遊亭 遊史郎（さんゆうてい ゆうしろう、1967年（昭和42年）12月16日 -）は、落語芸術協会所属の落語家。マネジメントは放映新社に所属。本名は富崎 十郎。神奈川県横浜市出身。青山学院大学文学部英米文学科を卒業。出囃子は『供奴』。

## 芸歴
- 1991年（平成3年）10月∶三遊亭小遊三に入門、三遊亭おたくを名乗る。
- 1996年（平成8年）2月∶二ツ目に昇進。遊史郎と改名。
- 2005年（平成17年）5月∶桂歌蔵とともに真打昇進[1]。